# Hiller X-18

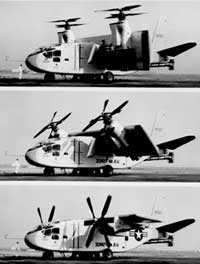
Le immagini in successione mostrano la rotazione dell'ala basculante

L'Hiller X-18 era un convertiplano sperimentale realizzato dalla statunitense Hiller Aircraft Corporation, destinato a sperimentare l'ala basculante, nella prospettiva di realizzare un cargo con caratteristiche VTOL. A differenza di altri convertiplani poteva decollare ed atterrare come un normale aeroplano con le eliche in posizione orizzontale.

Nella fase sperimentale in cui venne impiegato, l'Hiller X-18 operò in questo modo quindi come uno STOVL.

In volo compì rotazioni dell'ala per angoli fino a 50°, senza effettuare mai una transizione completa, che venne provata solo nei collaudi vincolati a terra.

## Storia del progetto
Il lavoro di progettazione iniziò nel 1955 con un contratto della United States Air Force alla Hiller Aircraft Corporation di Stanley Hiller Jr, per la realizzazione dell'unico prototipo realizzato.
Per velocizzare la costruzione del prototipo si ricorse a materiali riciclati provenienti da altri velivoli:
- La fusoliera proveniva da un trasporto Chase C-122 Avitruc;
- Le turboeliche provenivano dal programma sperimentale per i due caccia "posacoda": Lockheed XFV e Convair XFY-1 Pogo.

I due motori turboelica mantenevano le caratteristiche eliche controrotanti tripala, ma ne aumentavano il diametro a 4,8 m, di modo che potessero essere utilizzati come rotori per le operazioni di decollo. Le due turboeliche non erano comunque interconnesse, ovvero uno dei motori non erano in grado di azionare le eliche dell'altro in caso di avaria. L'X-18 disponeva inoltre di un motore turbogetto il cui scarico in coda poteva essere orientato verso l'alto e il basso in modo da poter controllare il beccheggio (inclinazione) dell'aeromobile alle basse velocità, in particolare nella fasi di decollo ed atterraggio.

## Impiego operativo
Il primo collaudo in volo venne compiuto il 24 novembre 1959 presso la base di Edwards AFB, dopo una serie di prove vincolate. L'X-18 compì una serie di 20 voli durante i quali fu afflitto da diversi problemi. In particolare le raffiche di vento quanto il velivolo ruotava l'ala che tendeva così a comportarsi come una vela.
L'ultimo volo ebbe luogo nel luglio 1961. L'X-18 ebbe un problema al motore a getto che controllava il beccheggio a 3 000 m mentre era in fase di volo librato, entrando in rotazione. L'equipaggio riuscì a riprendere il controllo ed atterrare senza danni. Successivamente fu interrotta la fase di test di volo, limitando l'impiego del convertiplano per le prove a terra.
A questo punto, però, una delle installazioni su cui era stato montato l'apparecchio collassò e il prototipo rimase gravemente danneggiato. Per questo motivo il programma venne definitivamente cancellato il 18 gennaio 1964 e l'X-18 venne successivamente rottamato.